# Shahada (film)
Pour la profession de foi de l'islam, voir Chahada.
Pour plus de détails, voir Fiche technique et Distribution.
Shahada est un film allemand réalisé par Burhan Qurbani, sorti en 2010. Il a été présenté à la 60e Berlinale de 2010, où il était en compétition pour l'Ours d'or. Son titre fait référence à la chahada (profession de foi musulmane).

## Synopsis
À Berlin, trois jeunes personnes tentent de concilier la pratique de l'islam avec la vie moderne.

## Fiche technique
- Titre : Shahada
- Réalisation : Burhan Qurbani
- Scénario : Burhan Qurbani et Ole Giec
- Musique : Daniel Sus
- Photographie : Yoshi Heimrath
- Montage : Simon Blasi
- Production : Burkhard Althoff, Robert Gold, Susa Kusche et Uwe Spiller
- Société de production : Bittersuess Pictures, Filmakademie Baden-Württemberg, Hessen Invest et ZDF
- Société de distribution : Memento Films (France)
- Pays d'origine : Allemagne
- Langues originales : allemand, anglais et turc
- Genre : Drame
- Durée : 88 minutes
- Dates de sortie : 
  -  Allemagne : 30 septembre 2010

## Distribution
- Carlo Ljubek : Ismail
- Jeremias Acheampong : Sammi
- Maryam Zaree : Maryam
- Sergej Moya : Daniel
- Marija Škaričić : Leyla
- Vivian Kanner : Ärztin
- Anne Ratte-Polle : Sarah
- Alina Manoukian : Arzu
- Nora Rim Abdel-Maksoud : Renan
- Yolette Thomas : Amira
- Ali Murtaza : Ali
- Vedat Erincin : Vedat
- Julia Graf
- Jacob Jensen
- Jürgen Nafti
- Niklas Gerroldt

## Distinction
- 2010 : Festival international des jeunes réalisateurs de Saint-Jean-de-Luz : Chistera du meilleur film